# Matteo Rabottini
Matteo Rabottini (né le 14 août 1987 à Pescara) est un coureur cycliste italien, membre de l'équipe Meridiana Kamen.

## Biographie
Matteo Rabottini naît le 14 août 1987 à Pescara. Il est le fils de Luciano Rabottini, cycliste professionnel de 1981 à 1990 et vainqueur de Tirreno-Adriatico en 1986.
En 2009, il remporte le championnat d'Italie sur route espoirs.
Durant l'été 2010, il intègre l'équipe ProTour Lampre-Farnese Vini en tant que stagiaire. 
Il devient coureur professionnel en 2011 au sein de l'équipe continentale professionnelle Farnese Vini-Neri Sottoli. Il obtient sa première victoire professionnelle lors du Tour de Turquie, dont il gagne la cinquième étape. Il participe ensuite à son premier grand tour, le Tour d'Italie, qu'il termine à la 113e place. 
L'année suivante, il remporte après une longue échappée de 150 kilomètres la quinzième étape du Tour d'Italie, devant Joaquim Rodríguez, qui l'avait rattrapé à quelques encablures de la ligne. Il termine l'épreuve avec le maillot bleu du vainqueur du Grand Prix de la montagne.
Rabottini est en 2014 dix-septième du Tour d'Italie et troisième du championnat d'Italie sur route. Il est contrôlé positif à l'EPO le 8 août en dehors d'une compétition. Initialement présélectionné par son pays pour les championnats du monde sur route, il est alors exclu de cette sélection et remplacé par Davide Formolo. Son échantillon B confirme la présence d'EPO. Il est suspendu jusqu'au 6 mai 2016 (soit 21 mois sans compétition). Une fois sa suspension terminée, il refait son retour à la compétition en mai 2016 avec l'équipe continentale croate Meridiana Kamen.

## Palmarès

### Palmarès amateur
- 2008
  - Gran Premio San Basso
  - 2e de la Targa Crocifisso
- 2009
  -  Champion d'Italie sur route espoirs
  - 2e du Trophée Rigoberto Lamonica
- 2010
  - Trofeo Gruppo Meccaniche Luciani
  - 9e étape du Baby Giro
  - Targa Crocifisso
  - 3e du Mémorial Morgan Capretta

### Palmarès professionnel
- 2011
  - 5e étape du Tour de Turquie
- 2012
  - Tour d'Italie :
    -  Grand Prix de la montagne
    - 15e étape

  - 3e de la Coppa Sabatini
  - 3e du Grand Prix Bruno Beghelli
- 2014
  - 3e du championnat d'Italie sur route[n 4]
  - 3e de la Semaine internationale Coppi et Bartali
  - 3e du Tour de Slovénie

### Résultats sur les grands tours

#### Tour d'Italie
4 participations
- 2011 : 113e
- 2012 : 60e, vainqueur de la 15e étape,  vainqueur du Grand Prix de la montagne
- 2013 : 55e
- 2014 : 17e

### Classements mondiaux
| Année           | 2009 | 2010 | 2011 | 2012 | 2013 | 2014 | 2015 | 2016 | 2017  |
| --------------- | ---- | ---- | ---- | ---- | ---- | ---- | ---- | ---- | ----- |
| UCI Asia Tour   |      |      |      | 191e |      |      |      | 480e |       |
| UCI Europe Tour | 765e | 920e | 576e | 79e  | 363e | 48e  |      |      | 1042e |